# Noc s Andersenem

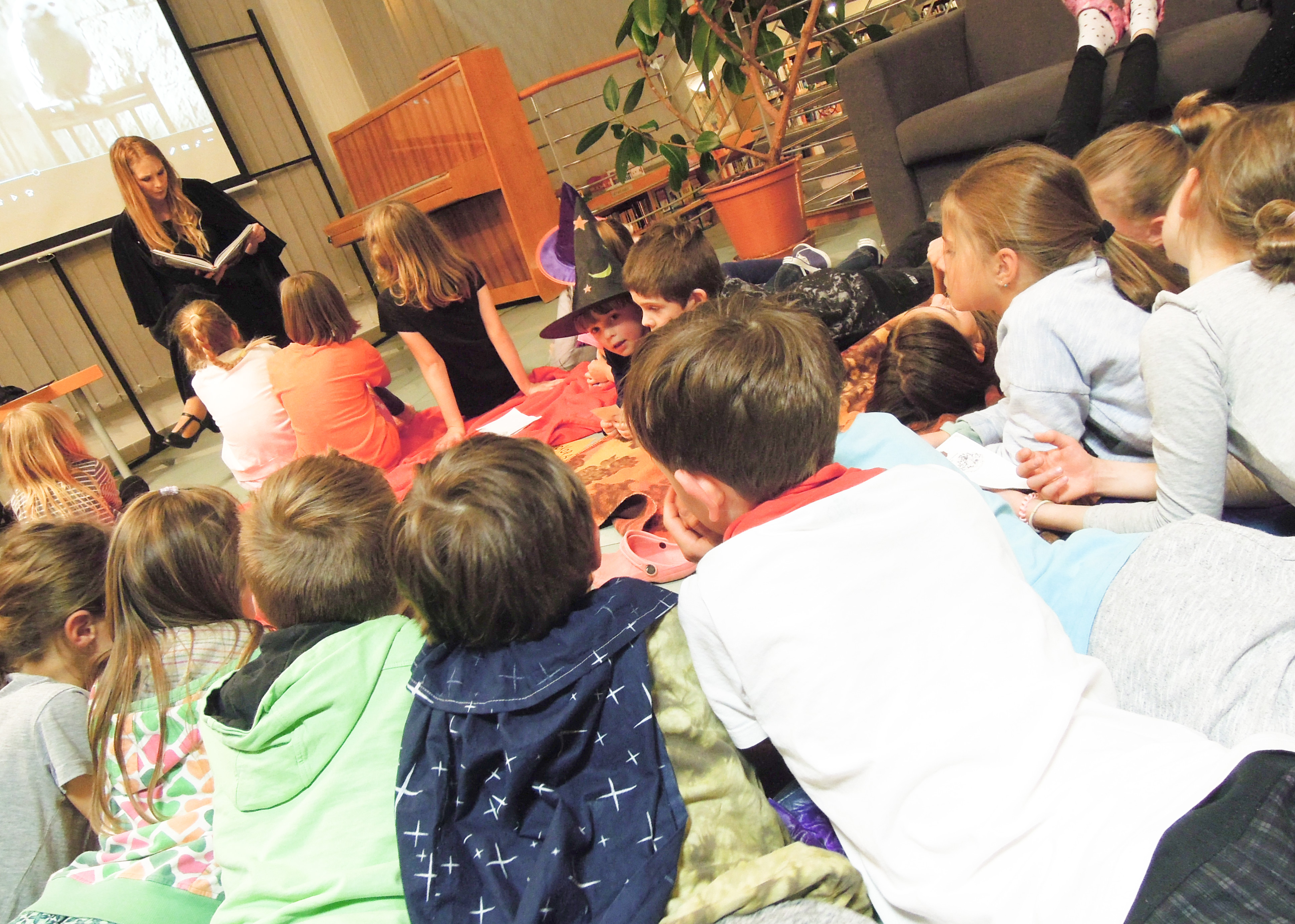
Noc s Andersenem v Kolovratech v roce 2019

Hans Christan Andersen v roce 1867

Noc s Andersenem je akce knihoven na podporu dětského čtenářství, při níž děti nocují v knihovně u příležitosti výročí narození dánského pohádkáře, Hanse Christiana Andersena. Akce se koná 2. dubna, tedy v den, kdy byl v roce 1967 vyhlášen Mezinárodní den dětské knihy. Autorkami jsou knihovnice z knihovny Bedřicha Beneše Buchlovana Hana Hanáčková a Miroslava Čápová.

## Historie
První Noc s Andersenem proběhla na přelomu března a dubna roku 2000 v dětském oddělení Knihovny Bedřicha Beneše Buchlovana v Uherském Hradišti, zúčastnilo se 25 dětí. Od roku 2001 se pořádá po celé České republice pod záštitou Klubu dětských knihoven. V dalších letech se noc rozšířila i za hranice České republiky, pořádá se v Polsku, Slovensku, Rakousku, Slovinsku a Německu. Kromě veřejných knihoven se akce účastní i školní knihovny, školy, školky, domy dětí, občanská sdružení a další zařízení. V letech 2001–2008 se konaly jednotlivé ročníky za podpory akce Březen – měsíc internetu. V roce 2010 se Noc s Andersenem uskutečnila na 905 místech, z toho v 446 knihovnách a účastnilo se jí celkem 31 256 dětí. V roce 2011 proběhla na 1 065 místech s celkovým počtem 40 957 dětí a roce 2012 to už bylo 1 133 míst a 44 067 dětí.

## Průběh
Děti se v průběhu odpoledne sejdou do knihovny. Ideální je počet 20 dětí, rok od roku však zájem stoupá, proto se často provádí losování či soutěž o účast. Poté se koná program, který si daná knihovna připravila – hromadné čtení knih, divadelní představení a na dobrou noc se čtou pohádky.
V souvislosti s touto akcí probíhají i další programy, např. lampionové průvody, noční návštěvy zámků, hraní divadelních představení, noční diskotéky a další různorodé aktivity v prostředí knihovny i v jejím okolí. Během návštěvy v knihovně děti provází osoby převlečené za Andersena, Bílou paní či známí spisovatelé.

## Další akce
I v knihovnách, v nichž nelze z nějakého důvodu přespat, se tato akce koná, ovšem s pozměněným názvem, Večer s Andersenem.
I pro teenagery a dospělé jsou připraveny podobné akce – Noc bez Andersena nebo Noc s Boccacciem. Ta však netrvá až do rána, nýbrž jen do půlnoci.
V některých knihovnách probíhá sázení Pohádkovníků Andersenových (latinsky Fabularius Andersen), což je strom zasazený během Noci s Andersenem v okolí knihovny. První sázení začalo v roce 2005 na 200. výročí Andersenova narození.

## Témata jednotlivých ročníků
Téma každého ročníku vyhlašuje Klub dětských knihoven, většinou se zaměřuje na určitého významného autora nebo ilustrátora knih pro děti, který má v daném roce výročí narození.

## Ocenění
- 2005 – Cena českých knihovníků za dlouholetou organizaci k podpoře četby, Svaz knihovníků a informačních pracovníků České republiky – pro knihovnice Hanu Hanáčkovou a Mirku Čápovou[6]
- 2005 – Cena za mimořádný počin v oblasti vzdělávání, šíření a propagace literatury, Nadace Český literární fond – pro knihovnice Hanu Hanáčkovou a Mirku Čápovou[7]
- 2013 – mezinárodní Cena za propagaci a šíření znalostí o Hansi Christianu Andersenovi – uděluje dánská Hans Christian Andersen Award Comitee[8]

## Odraz v kultuře
- Díl Večerníčku O Kanafáskovi inspirovaný akcí, pojmenovaný Jak nespali v knihovně[9]
- Komiks Čtyřlístek č. 538 Noc s Andersenem (16. 11. 2012)[10]